# Lucie Laroche
Lucie Laroche (* 23. Oktober 1968 in Québec, Québec) ist eine ehemalige kanadische Skirennläuferin. Ihre älteren Brüder Yves, Dominique, Alain und Philippe waren als Freestyle-Skier aktiv.
Der Winter 1990/91 war für die Kanadierin eine erfolgreiche Saison. Sie erreichte in jener Saison in Abfahrt und Super-G einige Spitzenränge:
- 15. März 1991: 2. Rang Abfahrt Vail I (USA)
- 15. Dezember 1990: 3. Rang Super-G Meiringen (SUI)
- 24. Februar 1991: 4. Rang Abfahrt Furano II (JAP)
- 2. März 1991: 4. Rang Super-G Morioka (JAP)
- 24. Februar 1991: 7. Rang Super-G Furano (JAP)
- 9. März 1991: 7. Rang Abfahrt Lake Louise (CAN)

Dank dieser Resultate errang sie im Super-G-Weltcup einen 8. Rang und in der Abfahrt einen 10. Rang. Im Gesamtweltcup wurde sie 18. Bei den Alpinen Skiweltmeisterschaften in Saalbach-Hinterglemm belegte sie in der Abfahrt den 15. Platz. In den Jahren 1989 und 1990 wurde sie kanadische Meisterin in der Abfahrt. Bei den Panamerikanischen Spielen 1990 in Las Leñas gewann sie in der Abfahrt die Silbermedaille. Nach einer schweren Verletzung in der Saison 1991/92 trat Laroche zurück.